# Walckenaeria castanea
Walckenaeria castanea är en spindelart som först beskrevs av James Henry Emerton 1882.  Walckenaeria castanea ingår i släktet Walckenaeria och familjen täckvävarspindlar. Inga underarter finns listade i Catalogue of Life.